# Francis J. Myers
Francis J. Myers (Philadelphia, 1901. december 18. – Philadelphia, 1956. július 5.) az Amerikai Egyesült Államok szenátora (Pennsylvania, 1945–1951).